# Chafariz das Janelas Verdes

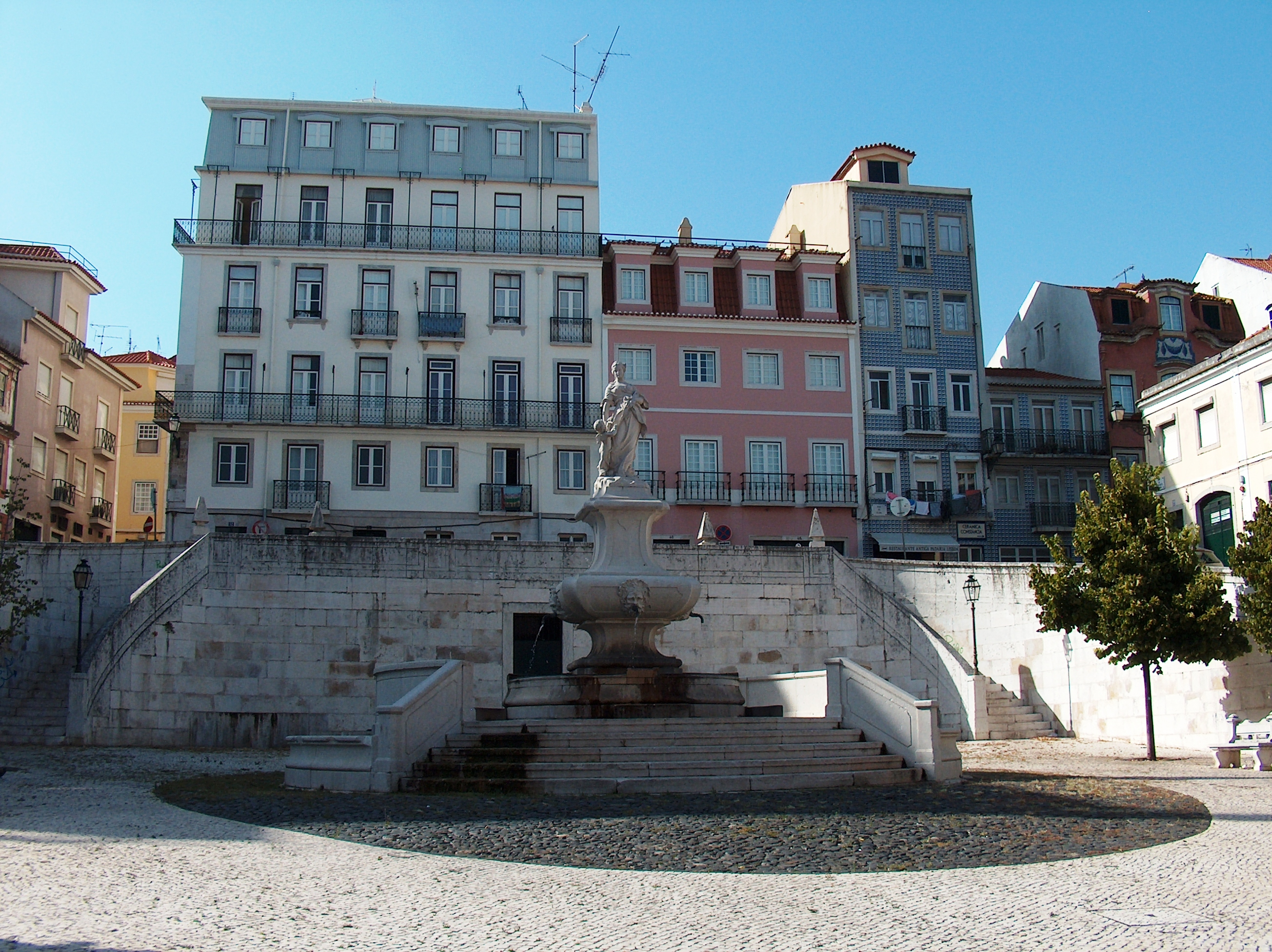
Chafariz das Janelas Verdes

O Chafariz das Janelas Verdes encontra-se situado no Largo Dr. José de Figueiredo, na atual freguesia da Estrela, na cidade Lisboa, fazendo parte do conjunto de chafarizes ligados ao Aqueduto das Águas Livres.
Foi edificado no ano de 1755 baseado no projecto do arquitecto Reinaldo Manuel dos Santos, tendo sido utilizado na sua construção mármore rosa e branco.
Este chafariz de arquitectura barroca, apresenta diversas estátuas, esculpidas por António Machado. A bacia e a escadaria envolvente, apresentam uma planta circular. No meio da bacia, ergue-se uma urna de quatro faces que serve de suporte a uma estátua de Vénus e Adónis com um golfinho.
O seu nome está relacionado com o facto de estar localizado junto à Rua das Janelas Verdas, e também em frente do Museu das Janelas Verdes.
Foi classificado como Imóvel de Interesse Público em 10 de Agosto de 1998.